# نواه سايرس
نواه ليندسي سايرس (بالإنجليزية: NOAH LINDSEY CYRUS)‏ ولدت في 8 يناير 2000 في ناشفيل تينيسي أخت مايلي سايرس وابنة بيلي راي سايرس وظهرت في مسلسل هانا مونتانا بعض الأحيان وليس دائماً. وهي أصغر فرد بعائلة بيلي راي سايرس
و في عام 15 نوفبر 2016 أصدرت نواه أول سينغل لها بعنوان (Make Me (Cry بالتعاون مع المغني لابرينث ومن ثم أصدرت سينغل آخر في عام 14 أبريل 2017 بعنوان Stay together  وفي 25 مايو 2017 أصدرت I'm stuck.
وفي 26/10/2017 أصدرت أغنية مع الدي جي آلان ووكر بعنوان الكل يسقط (all falls down)Alan Walker - All Falls Down (feat. Noah Cyrus with Digital Farm Animals)

## روابط خارجية
- نواه سايرس على موقع IMDb (الإنجليزية)
- نواه سايرس على موقع ألو سيني (الفرنسية)
- نواه سايرس على موقع ميوزك برينز (الإنجليزية)
- نواه سايرس على موقع أول ميوزيك (الإنجليزية)
- نواه سايرس على موقع ديسكوغز (الإنجليزية)
- نواه سايرس على موقع قاعدة بيانات الفيلم (الإنجليزية)